# M. D.ムーディ&サンズ
M. D.ムーディ＆サンズ フロリダ州ジャクソンビルの重機販売代理店でした 

### M.D.ムーディ: 1915-1949

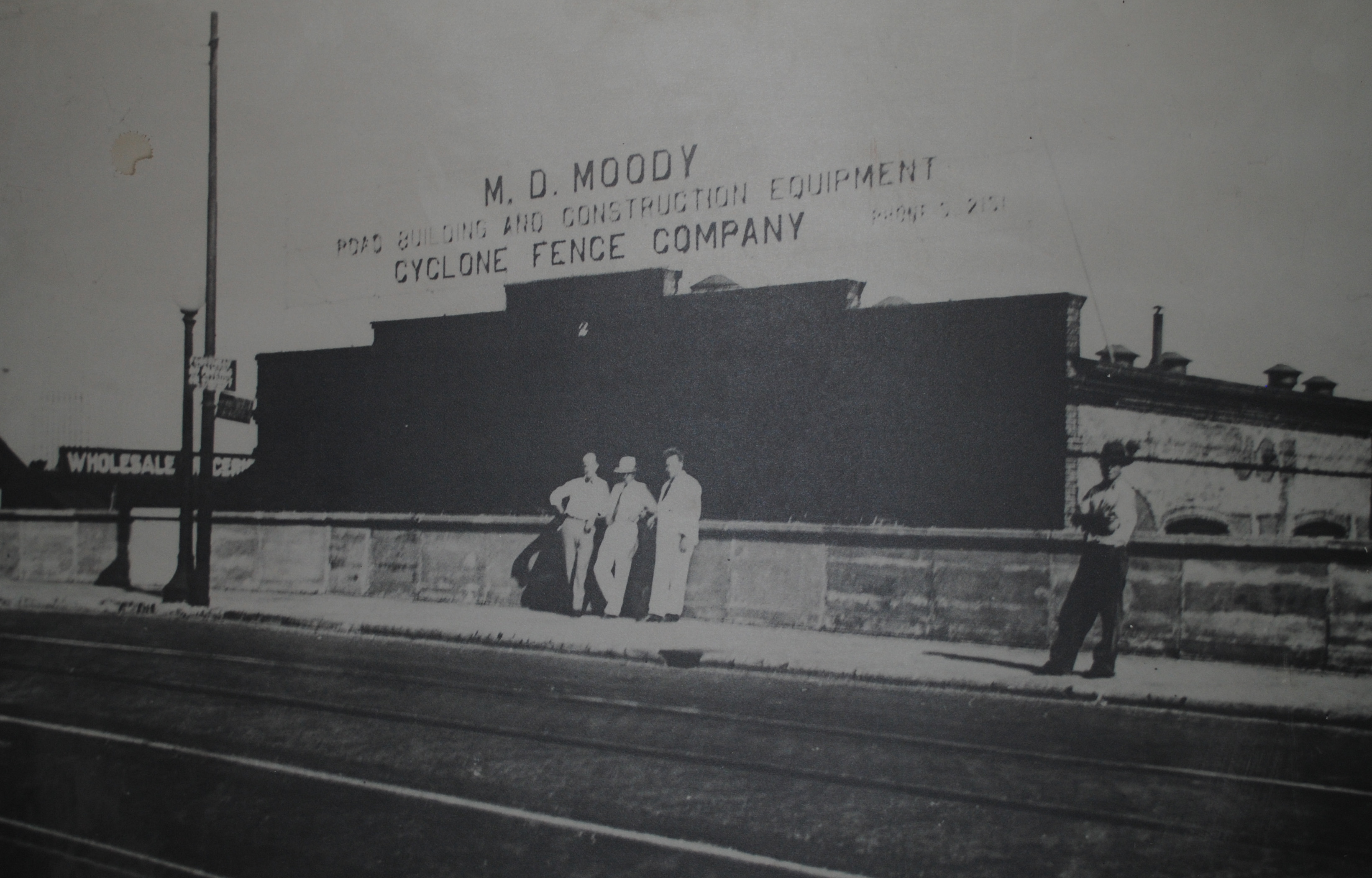
1913年、ACLウェアハウスリバーサイド高架橋にあるLaVillaの MDムーディー。創設者マクシーデルムーディー （中央、3番目右）